# Terminologia soviética
A terminologia soviética foi o conjunto de termos (na imensa maioria, neologismos) criados durante o período da União Soviética e do regime político-econômico socialista na Rússia e nas repúblicas constituintes, para indicar o estilo de vida soviético e as novas formas de organização da economia e da sociedade naquele país. 
O estilo da terminologia soviética também influenciou outros países socialistas, principalmente no Leste Europeu e no Extremo Oriente (China, Coreia do Norte, Mongólia, Vietnã, Laos, Camboja), estivessem ou não sob a esfera de influência soviética. Na Iugoslávia do Marechal Josip Broz Tito, por exemplo, uma terminologia própria utilizava o prefixo Iugo- (ou Jugo-; literalmente, sul ou meridional) para designar várias instituições e aspectos nacionais.
Sob esta terminologia, acontecia ainda a adoção de símbolos comuns aos países socialistas, como a foice e martelo e a bandeira vermelha. Na literatura e nas artes, a Terminologia Soviética está fortemente associada ao realismo socialista.
Com a dissolução da URSS em 1991, a Terminologia Soviética caiu em desuso, e passou a ser associada principalmente à nostalgia socialista.

## Taxonomia
Parte dos neologismos derivou dos escritos teóricos de Lenin, cujo pensamento inovador a respeito da organização político-econômica dos trabalhadores adaptou a teoria marxista à prática, criando o leninismo. Outra parte significativa, porém, foi inventada durante a implantação do socialismo real, sob o estalinismo de Josif Stalin.
Os seguintes tipos principais de moeda soviética podem ser reconhecidos:
- Mudança léxico-semântica: por exemplo, "jogar fora" adquiriu o significado coloquial de "colocar mercadorias à venda". Nas circunstâncias de escassez total de bens de consumo, colocar alguns produtos nas prateleiras tinha um caráter de certa rapidez, capturado na expressão. "Ivan, pegue o seu avoska, laranjas foram jogadas na esquina!" & mdash; não era que alguém descartasse laranjas; em vez disso, uma barraca improvisada foi montada na rua para vender laranjas.[2]
- A Terminologia Soviética fazia alto uso de siglas e palavras formadas por aglutinação (como Sovnarkom, Gosplan, Likbez e Kolkhoz) bem como a invenção de conceitos (como Homo sovieticus e stakhanovismo) para dar conta das novas ideias. Este fato foi parodiado pelo escritor britânico George Orwell em seu romance 1984, quando o regime do "Grande Irmão" retratado cria todo um novo idioma (a novilíngua) baseado nesta nova terminologia.[2]
- Palavra coloquiais: khrushchovka, psikhushka.[2]
- Clichês estilísticos: "para sempre vivos" (sobre Vladimir Lenin), "intelligentsia laboral", para distinguir a "boa" intelligentsia da "má" intelligentsia do passado, etc.[2]
- Slogans políticos e ideológicos Os soviéticos viam todos os dias em todos os lugares. Muitas vezes eles eram explorados em piadas políticas russas. Por exemplo, a fórmula "O Partido é Intelecto, Honra e Consciência da nossa Época" foi matematicamente transformada em "Intelecto é partido menos honra menos consciência da nossa época".[2]
- Bastantes termos pejorativos foram padronizados para numerosos inimigos do povo e outros sujeitos antissoviéticos: "tubarões do imperialismo", "cosmopolita sem raízes", "A prostituta do capitalismo" foi um epíteto para genética.[2]

## Humor político soviético
Ben Lewis escreveu em seus ensaio livro, e filme, (todos intitulados Hammer & Tickle) que "Comunismo era uma máquina produtora de humor. Suas teorias econômicas e sistema de repressão criavam situações inerentemente engraçadas. Havia piadas sob o fascismo e os nazistas também, mas esses sistemas não criaram uma realidade ridícula como o comunismo."
O povo soviético cunhou definições irreverentes para seus líderes. "Mineralny sekretar" era um apelido para o presidente Mikhail Gorbatchov (devido a sua campanha contra o álcool). "Kukuruznik" (de "kukuruza", milho) referido a Nikita Khrushchev.

## Lista de termos
- Agitprop
- Apparatchik
- Bolchevique
- Camarada
- Coexistência pacífica
- Comunismo de guerra
- Complô dos médicos
- Cosmopolitano desenraizado
- Departamento 1
- Ditadura do proletariado
- Foice e martelo
- Degelo de Kruschev
- Desestalinização
- Esquizofrenia progressiva
- Estagnação de Brejnev
- Exército Vermelho
- Grande Expurgo
- Fraternidade dos povos
- Glasnost
- Gosplan
- Grupo Antipartido
- Gulag
- Herói da União Soviética
- Homo sovieticus
- Imperialismo social
- Inimigo de classe
- Inimigo do povo
- Ispolkom
- Izotovismo
- Katiusha
- Kolkhoz
- Komsomol
- Korenizátsia
- Lada, Niva, Zastava, Shkoda, Dacia e Trabant
- Likbez
- Lishenets
- Lisenkoísmo
- Menchevique
- Milítsia
- Nação contra-revolucionária
- Nação titular
- Nacionalismo burguês
- Nova Política Econômica (NEP)
- Novo Homem Soviético
- Nomenklatura
- Parasitismo social (ofensa social)
- Partmaximum
- Perestroika
- Pioneiros
- Plano quinquenal
- Pravda
- Prodnalog
- Prodrazviorstka
- Propiska
- Pseudociência burguesa
- Reabilitação
- Realismo socialista
- Reeducação
- Refusenik
- Samizdat
- Sharashka
- Sionologia
- Social-chauvinismo
- Soviete (conselho)
- Sovietização
- Sovkhoz
- Sovnarkhoz
- Sovnarkom
- Stakhanovismo
- Sukhoi
- Troika
- Udarnik
- Vsevobuch
- Psicologia da Guerra